# H-M-Vehicles Freeway
Der H-M-Vehicles Freeway ist ein dreirädriger Kleinstwagen des US-amerikanischen Automobilherstellers High Mileage Vehicles. Die Fahrzeuge wurden zwischen 1979 und 1982 in Burnsville (Minnesota) hergestellt. Die Einsitzer sind erhältlich mit drei verschiedenen Motorentypen, einem 12 oder einem 16 PS starken Ottomotor oder einem 4-PS-Elektromotor. Der durchschnittliche Verbrauch liegt zwischen 2,4 und 2,6 Liter Benzin pro 100 km. Die Fahrzeuge haben keinen Rückwärtsgang, die Motoren sind hinter dem mittig liegenden Fahrersitz eingebaut und treiben das Hinterrad über ein stufenloses Keilriemengetriebe und eine Kette an. Die Karosserie besteht aus GFK, das Fahrzeug hat einen mittig angeordneten Hauptscheinwerfer und wurde je nach Zulassungsbedingungen als PKW oder Motorrad eingestuft. Es wurden etwa 700 Fahrzeuge hergestellt, bevor das Unternehmen 1982 die Produktion einstellte.

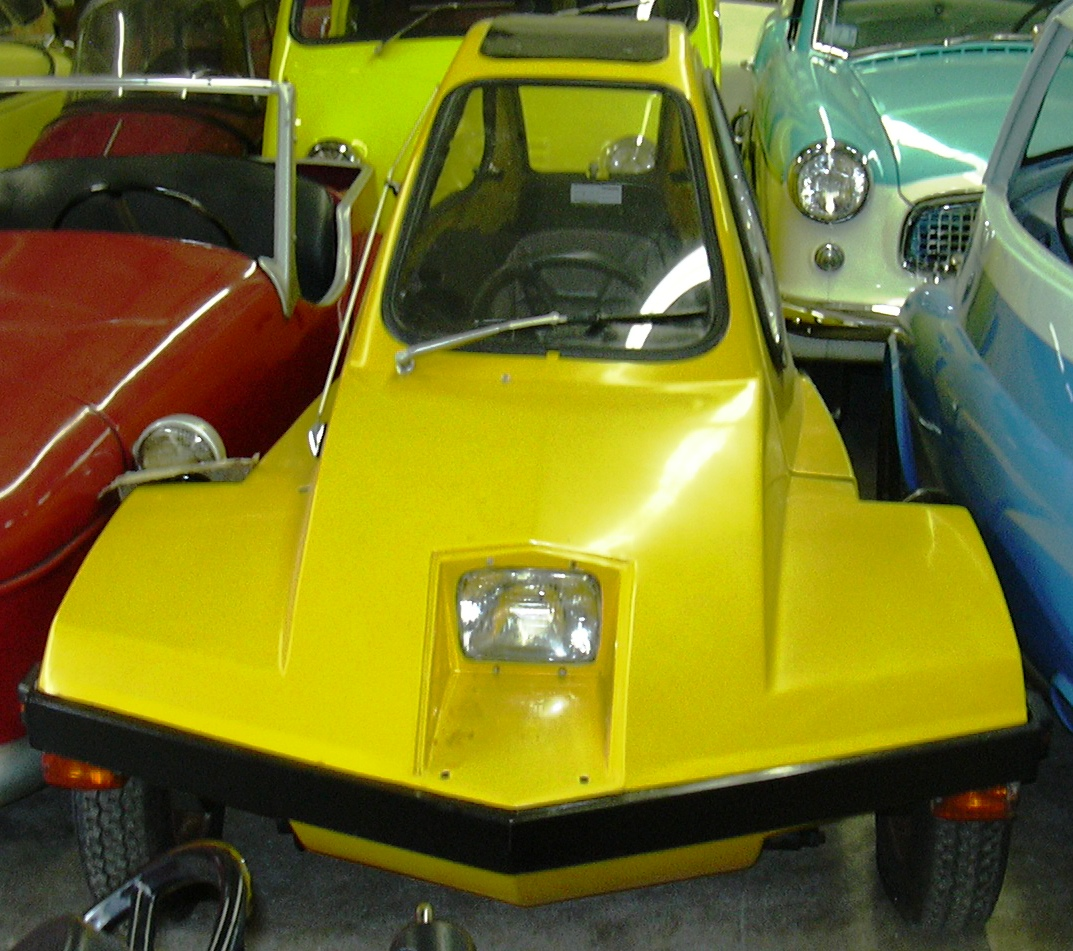
Frontansicht
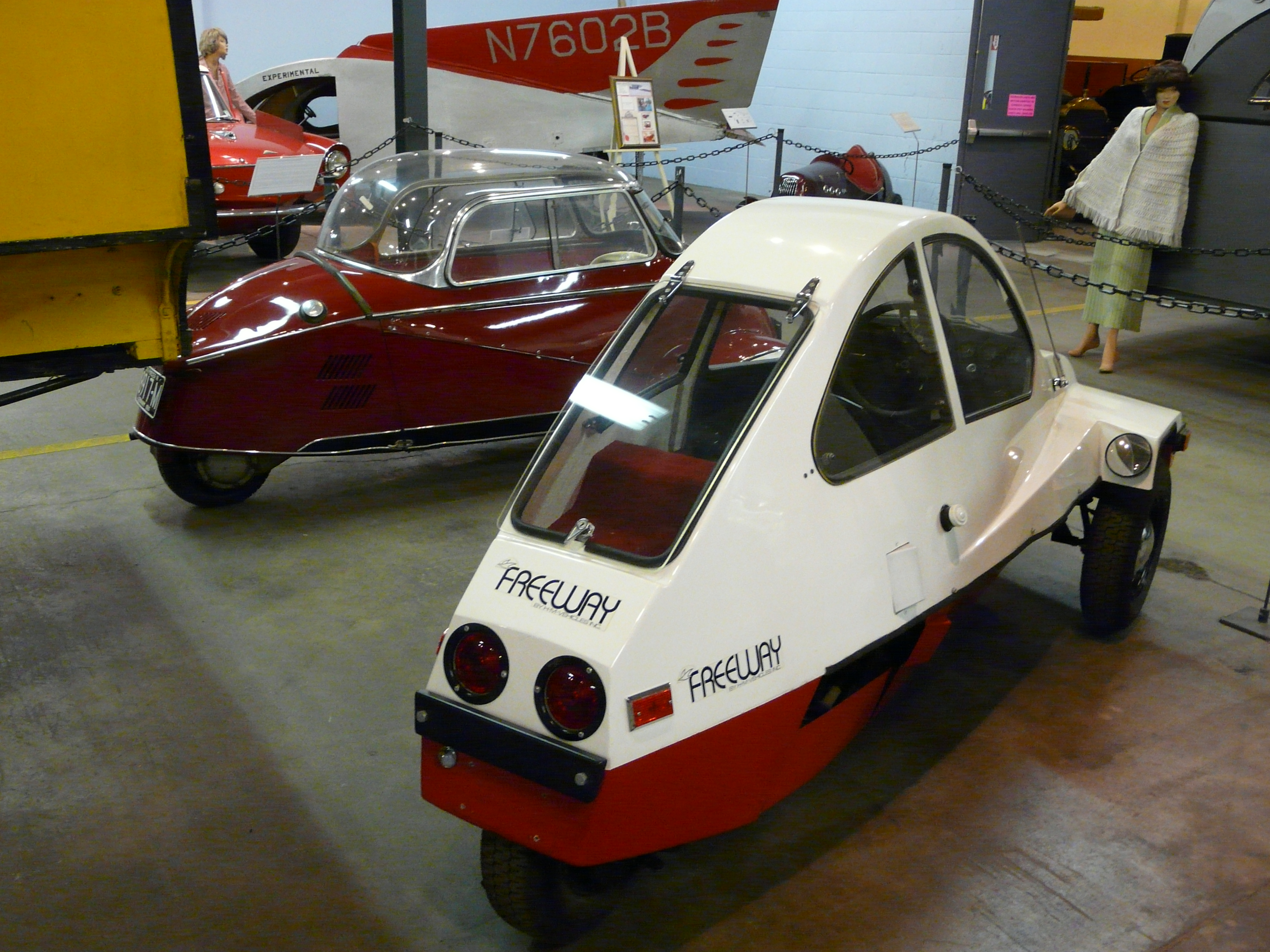
Seiten- und Heckansicht